# 1914 في المملكة المتحدة
فيما يلي قوائم الأحداث التي وقعت خلال عام 1914 في المملكة المتحدة.

## سياسة

### تعيين في المنصب
- 11 فبراير – هربرت صموئيل President of the Local Government Board [الإنجليزية]‏.
- 30 مارس – هربرت أسكويث وزير الدولة لشؤون الحرب [الإنجليزية]‏.
- 5 أغسطس – هربرت كتشنر وزير الدولة لشؤون الحرب [الإنجليزية]‏.

### انتهاء فترة المنصب
- 5 أغسطس – هربرت أسكويث وزير الدولة لشؤون الحرب [الإنجليزية]‏.

## رياضة
- 1 يناير – بطولة ويمبلدون 1914

## ظهور
- 1 يناير – مارش الكولونيل بوجي

## مواليد

### فبراير
- 5 فبراير – آلن لويد هودجكين

### أبريل
- 2 أبريل – أليك غينيس ممثل إنجليزي.
- 3 أبريل – كاي ستامرز لاعبة كرة مضرب من المملكة المتحدة.
- 11 أبريل – نورمان ماكلارين
- 29 أبريل – ويلسون جونز

### مايو
- 15 مايو – نوري بارامور
- 23 مايو – باربارا وارد
- 24 مايو – جرانفيل بينون

### يونيو
- 1 يونيو – بريجيد بالفور عالمة مناعة من المملكة المتحدة.
- 5 يونيو – بياتريس دي كاردي
- 6 يونيو – لورينس هايد رسام كندي.
- 27 يونيو – روبرت ايكمان

### يوليو
- 8 يوليو – آرثر إدوارد إليس
- 15 يوليو – غافين ماكسويل

### أغسطس
- 1 أغسطس – سيسيل ألين لاعب كرة قدم أيرلندي شمالي.
- 9 أغسطس – أليستر وندسور الثاني دوق كونوت وستراذرن
- 9 أغسطس – جو ميرسر لاعب ومدرب كرة قدم إنجليزي.

### سبتمبر
- 6 سبتمبر – أرتي بيل متسابق دراجات نارية أيرلندي.
- 8 سبتمبر – دوغلاس جونز لاعب كرة قدم ويلزي.

### أكتوبر
- 27 أكتوبر – ديلان توماس
- 28 أكتوبر – ريتشارد سينج

### نوفمبر
- 10 نوفمبر – ألان غراهام أبلي جراح من المملكة المتحدة.
- 12 نوفمبر – بيتر وايتهيد سائق فورمولا 1 من المملكة المتحدة.

### ديسمبر
- 4 ديسمبر – جورج سويندن لاعب ومدرب كرة قدم إنجليزي.
- 12 ديسمبر – والتر برسي غاردنر جندي بريطاني.
- 13 ديسمبر – ألان بولوك

## وفيات

### يناير
- 1 يناير – ماري أندروز (مواليد 1854) جيولوجية أيرلندية شمالية.
- 24 يناير – ديفيد جيل (مواليد 1843)

### فبراير
- 9 فبراير – جون غوردون لوريمر (مواليد 1870)
- 25 فبراير – جون تينييل (مواليد 1820)

### مارس
- 30 مارس – جون هنري بوينتنج (مواليد 1852)

### أبريل
- 26 أبريل – إدوارد سوس (مواليد 1831)

### مايو
- 10 مايو – وليام ألكسندر سميث (مواليد 1854)
- 27 مايو – جوزيف سوان (مواليد 1828)

### أغسطس
- 21 أغسطس – جون بار (مواليد 1898) جندي من المملكة المتحدة.

### نوفمبر
- 1 نوفمبر – كريستوفر كرادوك (مواليد 1862) ضابط من المملكة المتحدة.

### ديسمبر
- 24 ديسمبر – جون موير (مواليد 1838) مخترع أمريكي.